# Amarsi
Amarsi (When a Man Loves a Woman) è un film del 1994 diretto da Luis Mandoki, con Andy García e Meg Ryan.
Il titolo del film è tratto dalla canzone When a Man Loves a Woman scritta da Calvin Lewis e Andrew Wright e resa famosa da Percy Sledge.

## Trama
Alice Green è sposata con Michael, un pilota di linea; la famiglia ha due bambine: Jess, di nove anni, che Alice ha avuto da un precedente matrimonio, e Casey, di quattro anni, il cui padre è Michael.
Anche se in apparenza felice e amorevole, Alice ha un segreto problema di alcolismo. Un giorno torna a casa ubriaca, picchia la figlia maggiore che si preoccupava per lei, va in bagno ma scivola a terra, rompendo la porta di vetro della doccia. Jess telefona a Michael, che porta la moglie all'ospedale e la convince a disintossicarsi in una clinica per alcolisti.
Il recupero è difficile ma, grazie all'aiuto dello staff medico e alla solidarietà degli altri pazienti, Alice sembra guarita e può tornare a casa. Al rientro le cose non vanno come sperato: al di là delle apparenze, Alice è poco serena, incapace di riallacciare i rapporti col marito e con le figlie. Anche Michael è a disagio, non sapendo come comportarsi con lei. Marito e moglie hanno perso la sintonia di un tempo e si allontanano sempre di più. Michael prova anche a partecipare a delle riunioni di un gruppo di parenti di alcolisti, dove sembra riuscire a sfogare le proprie ansie, ma finisce per staccarsi dalla famiglia quando accetta un posto di lavoro in un'altra città.
Dopo alcuni mesi Alice parla davanti a un gruppo di alcolisti anonimi, dove racconta il suo rapporto con l'alcol e i problemi che ha causato alla sua vita. Tra il pubblico è presente anche Michael, che le si avvicina alla fine del discorso. I due si baciano, ormai riconciliati, con la speranza di ricominciare ad amarsi.

## Riconoscimenti
- 1995 - Screen Actors Guild Awards
  - Nomination Miglior attrice protagonista a Meg Ryan
- 1995 - MTV Movie Awards
  - Nomination Miglior performance femminile a Meg Ryan
  - Nomination Attore più attraente a Andy García
- 1994 - Chicago Film Critics Association Award
  - Nomination Miglior performance rivelazione a Tina Majorino